# بير إستيف
بير إستيف هو مهندس وسياسي إسباني، ولد في 26 ديسمبر 1942 في تيانا في إسبانيا، وتوفي في 10 يونيو 2005 في برشلونة في إسبانيا. نشط حزبياً في حزب التقارب الديمقراطي في كتالونيا واليسار الجمهوري لكتالونيا. في انتخابات البرلمان الأوروبي 1999، انتخب عضو في البرلمان الأوروبي عن دائرة إسبانيا لترشحه ضمن قائمة حزب التقارب الديمقراطي في كتالونيا، وقد انضم خلال فترته النيابية (20 يوليو 1999 – 16 أكتوبر 2002) للكتلة البرلمانية مجموعة حزب الديمقراطيين الليبراليين والإصلاحيين الأوروبيين ‏ وانتخب Regional Minister of the Government of Catalonia ‏ وانتخب عضو البرلمان الكاتالوني ‏.